# Carré diabolique d'ordre 4
Les carrés diaboliques d'ordre 4 sont au nombre de 384 (48 aux rotations et réflexions près). Ce sont des carrés plus magiques que les carrés magiques d'ordre 4 car ils vérifient tous en tout 52 contraintes quand les carrés qui sont juste magiques n'en vérifient tous que 14. Les carrés diaboliques d'ordre 4 sont aussi des carrés plus que parfait. Ils ne sont pas des carrés magiques associatifs et 256 peuvent donner des carrés gréco-latins.
{\displaystyle {\begin{bmatrix}15&10&3&6\\4&5&16&9\\14&11&2&7\\1&8&13&12\end{bmatrix}}}

## Magie d'un carré diabolique
Les carrés diaboliques comme leurs homologues magiques doivent vérifier les 10 contraintes suivantes : les sommes des 4 lignes, des 4 colonnes et des 2 diagonales principales doivent être égales. En plus de cela, les sommes des diagonales brisées (6 au total) doivent aussi être égales aux sommes déjà calculées. En tout, il y a donc 4+4+2+6 = 16 contraintes.
Cependant, ces 16 contraintes ne sont pas indépendantes ou libres. Leur rang est 12, donc il suffit de 12 contraintes bien choisies pour s'assurer d'avoir les 16 de validées. Par exemple, il est équivalent de dire qu'un carré est diabolique si les sommes des 4 lignes, de 3 colonnes, des deux diagonales et de trois diagonales brisées qui ne sont pas toutes du même type sont identiques.
À l'inverse, un carré diabolique vérifie plus que les 16 contraintes imposées par sa définition. Étant par nature un carré magique d'ordre 4, un carré diabolique vérifie déjà le fait que la somme de ses 4 coins ou de ses 4 cases centrales est identique à la constante magique. En tout, chaque carré diabolique vérifie les mêmes 52 contraintes qui sont représentées ci-dessous.

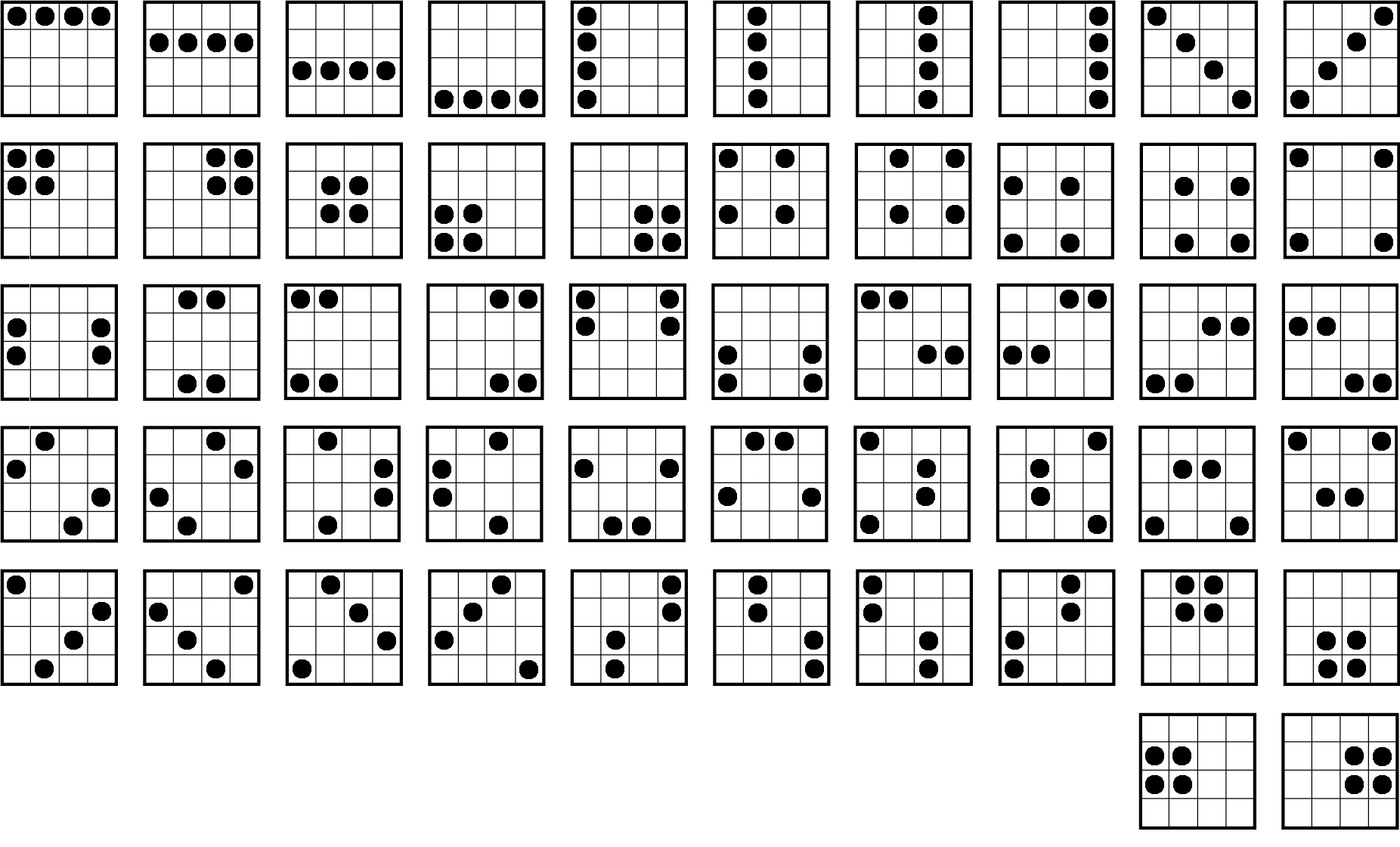
Les 52 contraintes que vérifient tous les carrés diaboliques d'ordre 4

## Forme générale
Dans cette section, la contrainte d'avoir les nombres de 1 et 16 remplissant le carré diabolique est relâchée. De fait, la constante magique n'est pas forcément égale à 34, elle peut a priori valoir n'importe quelle valeur. Dans ces conditions, trouver un carré diabolique d'ordre 4 revient à résoudre un système d'équations avec 17 inconnues, les 16 nombres remplissant les cases et la constante magique, et 16 équations linéaires sur ces 17 inconnues. Comme vu à la section précédente, ces 16 équations linéaires ne sont pas indépendantes, elles sont équivalentes à 12 équations linéaires libres. Ainsi, le problème est donc la résolution d'un système linéaire de 17 inconnues avec 12 équations. En utilisant l'algèbre linéaire et plus particulièrement les système d'équations linéaires, on déduit qu'il y a alors une infinité de solutions. Si l'on veut une solution particulière, il suffit de changer cinq inconnues bien choisies pour que le système soit inversible en cinq paramètres et d'en déduire les 12 inconnues restantes. Le résultat peut se schématiser par le carré suivant qui se déduit après avoir choisi les cinq nombres réels : {\displaystyle a}, {\displaystyle b}, {\displaystyle c}, {\displaystyle d} et {\displaystyle e}. Deux exemples sont donnés en prenant pour paramètres les nombres 1, 2, 3, 4 et 5 et les nombres 1, 1, 2, 4, 8.
| a             | a + b + c + e | a + c + d         | a + b + d + e |
| a + b + c + d | a + d + e     | a + b             | a + c + e     |
| a + b + e     | a + c         | a + b + c + d + e | a + d         |
| a + c + d + e | a + b + d     | a + e             | a + b + c     |

| 1  | 11 | 9  | 12 |
| 10 | 10 | 3  | 9  |
| 8  | 4  | 15 | 5  |
| 13 | 7  | 6  | 6  |

| 1  | 8  | 13 | 12 |
| 14 | 11 | 2  | 7  |
| 4  | 5  | 16 | 9  |
| 15 | 10 | 3  | 6  |

Finalement, l'ensemble des carrés diaboliques forme un sous-espace vectoriel réel de dimension 5 de l'espace-vectoriel {\displaystyle \mathbb {R} ^{16}}. L'écriture générale des carrés diaboliques avec les cinq paramètres peut être réécrite comme cela : {\displaystyle av_{1}+bv_{2}+cv_{3}+dv_{4}+ev_{5}} avec  {\displaystyle a}, {\displaystyle b}, {\displaystyle c}, {\displaystyle d} et {\displaystyle e} cinq nombres réels et les {\displaystyle v_{i}} cinq vecteurs de {\displaystyle \mathbb {R} ^{16}} formant une base du sous-espace vectoriel.
{\displaystyle v_{1}=(1,1,1,1,1,1,1,1,1,1,1,1,1,1,1,1)}, {\displaystyle v_{2}=(0,1,0,1,1,0,1,0,1,0,1,0,0,1,0,1)}, {\displaystyle v_{3}=(0,1,1,0,1,0,0,1,0,1,1,0,1,0,0,1)}, {\displaystyle v_{4}=(0,0,1,1,1,1,0,0,0,0,1,1,1,1,0,0)}, {\displaystyle v_{5}=(0,1,0,1,0,1,0,1,1,0,1,0,1,0,1,0)}
Trouver une autre base de ce sous-espace vectoriel permet d'avoir une autre représentation des carrés diaboliques d'ordre 4. L'intérêt de cette base est quelle n'est constituée que de 0 et de 1. Chaque vecteur de bases, écrit sous forme de carré, est lui aussi un carré diabolique faisant partie du sous-espace vectoriel.
Pour générer des carrés dont les 16 cases sont remplies avec tous les nombres de 1 à 16, il suffit de choisir 1 pour le paramètre {\displaystyle a} et les quatre nombres {\displaystyle 1=2^{0}}, {\displaystyle 2=2^{1}}, {\displaystyle 2=2^{2}}, et {\displaystyle 8=2^{3}} une unique fois dans l'ordre que l'on veut pour les cinq autres paramètres. Cela convient, car chaque case est une des 16 sommes différentes que l'on peut faire avec les paramètres {\displaystyle b}, {\displaystyle c}, {\displaystyle d} et {\displaystyle e}. On peut ainsi voir ces sommes comme une écriture en base 2 d'un nombre. On génère ainsi tous les nombres de 0 à 15 avec les paramètres {\displaystyle b}, {\displaystyle c}, {\displaystyle d} et {\displaystyle e}. En ajoutant 1 avec le paramètre {\displaystyle a} à toutes les cases, on obtient les nombres de 1 à 16. En revanche avec cette méthode, seuls les carrés diaboliques ayant 1 dans leur première case sont générés. En changeant l'ordre de 1, 2, 4 et 8, on change le carré diabolique. De fait, cette méthode génère 24 carrés diaboliques ayant tous 1 dans la première case.

## Méthodes pour générer tous les carrés diaboliques

### Méthodes
1. Une première méthode revient à connaître d'avance tous les 7040 carrés magiques d'ordre 4. Un carré diabolique étant par définition magique, il suffit ensuite de filtrer via un programme ceux qui sont diaboliques parmi les magiques.
2. L'autre méthode ne nécessite pas la connaissance des carrés magiques, mais de la forme générale vu ci-dessus des carrés diaboliques. En utilisant cette forme, on est assuré de générer un carré magique, mais pas d'avoir les 16 nombres de ce carré compris entre 1 et 16 une unique fois. Il faut bien choisir les cinq paramètres pour s'assurer de cela. Premièrement, comme la constante magique doit être de 34 alors la somme {\displaystyle 4a+2(b+c+d+e)} qui correspond à cette constante magique dans la forme générale vaut 34. Cette équation permet d'exprimer un des cinq paramètres en fonction des quatre restants, le {\displaystyle e} par exemple. Ensuite, il faut choisir un nombre entre 1 et 16 pour le paramètre {\displaystyle a} qui remplira la première case. En fonction de ce paramètre, il faut alors choisir les trois derniers paramètres afin que les nombres des cases soient compris entre 1 et 16 sans répétition. L'utilisation d'un programme informatique est là encore recommandée.

### Nombres de carrés diaboliques d'ordre 4
Sur les 7040 carrés magiques d'ordre 4, il s'en trouve 384 qui sont diaboliques. Cependant, il est d'usage de confondre des carrés diaboliques qui se déduisent l'un de l'autre par une rotation ou une réflexion comme cela est fait pour les 8 carrés magiques d'ordre 3 confondus en 1 seul carré. Ainsi les carrés diaboliques d'ordre 4 peuvent se grouper par paquet de 8 carrés diaboliques équivalent. Avec cette nouvelle définition, il n'y a alors que 48 carrés diaboliques (ou classe d'équivalence de carrés diaboliques pour être plus précis). 

## Lien avec d'autres types de carrés magiques

### Carrés magiques plus-que-parfaits
Les carrés magiques plus-que-parfaits, autre type de carrés magiques n'existant que pour les carrés d'ordre {\displaystyle n=4k}, sont encore plus contraints que les carrés diaboliques. En effet, chaque carré plus-que-parfait est un carré diabolique. Cependant, dans le cas de l'ordre 4, il y a équivalence entre carré diabolique et carré plus-que-parfait. Cela peut se vérifier avec la forme générale vue ci-dessus. Il suffit de constater que chaque carré {\displaystyle 2\times 2} vaut la constante magique (déjà vu dans la première section avec les 52 contraintes vérifiées par les carrés diaboliques) et que la somme de chaque paire d'entiers sur une diagonale (principale ou brisée) distants de 2 cases vaut 17, le nombre de cases plus 1. Cela peut être vérifié numériquement pour chaque carré diabolique, mais cela est déjà visible avec la forme générale des carrés diaboliques que ces sommes de paires d'entiers sont toutes identiques valant {\displaystyle 2a+b+c+d+e}. Il ne reste qu'à prouver que cette somme identique vaut 17. Ce qui est direct, car la somme {\displaystyle 4a+2(b+c+d+e)} qui est la constante magique, égale à 34, est le double de {\displaystyle 2a+b+c+d+e} qui doit alors valoir 17.

### Carrés magiques associatifs
Il n'existe pas de carré magique à la fois diabolique et associatif tout en ayant tous les nombres de 1 à 16. Une preuve provient de la forme générale ci-dessus. Si un carré diabolique est associatif alors les valeurs des paramètres {\displaystyle d} et {\displaystyle e} doivent être nuls. Cependant, cela fournit un carré dont des cases ont forcément les mêmes nombres donc un carré non remplies avec tous les nombres de 1 à 16. Sans cette contrainte, il existerait une infinité de carrés diaboliques et associatifs formant un sous-espace vectoriel de dimension 3 de la forme suivante :
| a         | a + b + c | a + c     | a + b     |
| a + b + c | a         | a + b     | a + c     |
| a + b     | a + c     | a + b + c | a         |
| a + c     | a + b     | a         | a + b + c |

### Carrés gréco-latins
En formant à partir d'un carré magique, le carré des nombres du carré magique divisés par l'ordre et celui des restes de la division, il est parfois possible d'obtenir un carré gréco-latin. Le travail inverse fut effectué pour trouver des carrés d'ordre 4 par Euler. Dans le cas des carrés diaboliques d'ordre 4, il existe un lien fort avec les carrés gréco-latins car 256 des 384 carrés diaboliques peuvent donner lieu à des carrés gréco-latins. Chercher des carrés gréco-latins d'ordre 4 est donc une bonne méthode pour générer des carrés magiques, et même diaboliques, mais cela n'est pas une méthode exhaustive.
| 10 | 15 | 4  | 5  |
| 3  | 6  | 9  | 16 |
| 13 | 12 | 7  | 2  |
| 8  | 1  | 14 | 11 |

| 8  | 12 | 0  | 4  |
| 0  | 4  | 8  | 12 |
| 12 | 8  | 4  | 0  |
| 4  | 0  | 12 | 8  |

| 1 | 2 | 3 | 0 |
| 2 | 1 | 0 | 3 |
| 0 | 3 | 2 | 1 |
| 3 | 0 | 1 | 2 |